# Acidogeneze
Acidogeneze je proces enzymatické přeměny organických sloučenin na organické kyseliny. Je to zároveň druhá fáze anaerobního kvašení. Do acidogeneze se zapojují bakterie jako Clostridium aceticum.
Acidogen je mikroorganizmus aktivní při acidogenezi.